# آمون توبین
آمون آدونای سانتوس دو آرائوجو توبین (به انگلیسی: Amon Adonai Santos de Araújo Tobin) (زادهٔ ۷ فوریهٔ ۱۹۷۲) که بیشتر به‌طور مختصر با نام آمون توبین (به انگلیسی: Amon Tobin) شاخته می‌شود، یک نوازنده، آهنگ‌ساز، و تهیّه‌کنندهٔ موسیقی الکترونیک برزیلی است. بسیاری از صاحب‌نظران او را یکی از خوش‌ذوق‌ترین طرّاحان صدای معاصر در جهان می‌دانند. او همچنین یکی از تأثیرگذارترین هنرمندان جهان در عرصهٔ موسیقی الکترونیک است. او به‌خاطر روش نامتعارفش در طرّاحی صدا و تولید موسیقی نیز شهرت دارد. آمون توبین تابه‌امروز هفت آلبوم استودیویی بزرگ تحت لیبل مستقر در لندن نینجا تیون منتشر کرده‌است.